# Citadel Towers
Les Citadel Towers sont un ensemble de bâtiments construits à Sydney en Australie en 1991.
Le complexe comprend deux immeubles dont un gratte-ciel (immeuble d'au moins 100 mètres) ; 
- Citadel Tower 1, 110 m sur 21 étages

- Citadel Tower 2, 75 m sur 12 étages